# James Sargent Russell
James Sargent Russell, né le 22 mars 1903 et mort le 14 avril 1996, est un amiral américain ayant participé à la Seconde Guerre mondiale.
Il dirigera notamment le USS Coral Sea (CV-43) et le Bureau of Aeronautics.
Il était le fils de l'architecte Ambrose Russell.